# Пинкстон, Кларенс
Кларенс Элмер Пинкстон (англ. Clarence Elmer Pinkston, 1 февраля 1900 — 18 ноября 1961) — американский прыгун в воду, олимпийский чемпион.
Кларенс Пинкстон родился в 1900 году в Уичито, штат Канзас. Поступил в Университет штата Орегон, а затем в Стэнфордский университет, где тренировался под руководством знаменитого Эрнста Брэндстена. В 1920 году на Олимпийских играх в Антверпене Кларенс Пинкстон стал чемпионом в прыжках с 10-метровой вышки и завоевал серебряную медаль в прыжках с 3-метрового трамплина. В 1924 году на Олимпийских играх в Париже он завоевал бронзовые медали в обеих дисциплинах, уступив другим ученикам Эрнста Брэндстена.
На Олимпийских играх в Париже встретился с завоевавшей там золотую медаль Элизабет Бекер. Вскоре они поженились. Кларенс стал тренером своей жены, и под его руководством на Олимпийских играх в Амстердаме она завоевала ещё одну золотую медаль.
После ухода из соревновательного спорта Кларенс Пинкстон стал тренером в Detroit Athletic Club, где подготовил ряд национальных чемпионов и олимпийских медалистов.